# Trading Places
Trading Places (conocida como Entre pillos anda el juego en España y De mendigo a millonario en Hispanoamérica) es una película estadounidense de comedia de 1983 dirigida por John Landis y escrita por Timothy Harris y Herschel Weingrod. Protagonizada por Dan Aykroyd, Eddie Murphy, Jamie Lee Curtis, Ralph Bellamy, Don Ameche, Denholm Elliott y Paul Gleason, relata la historia de un corredor de bolsa de clase alta (Aykroyd) y un pobre estafador callejero (Murphy) cuyas vidas se cruzan cuando, sin saberlo, se convierten en objeto de una elaborada apuesta para comprobar el comportamiento de cada uno de ellos cuando se intercambien sus circunstancias vitales. 
Harris concibió el guion a principios de los años 1980, tras conocer a dos hermanos ricos que mantenían una rivalidad constante entre ellos. Desarrolló la idea junto con Weingrod con los actores Richard Pryor y Gene Wilder en mente para interpretar los papeles principales. Finalmente Landis contrató a Aykroyd -con quien ya había trabajado anteriormente- y a un joven pero cada vez más popular Murphy en su segundo papel en un largometraje. También eligió a Curtis como protagonista femenina sin atender las solicitudes de los ejecutivos de Paramount Pictures, quienes no veían con buenos ojos la participación de una scream queen en el filme. 
Recibió múltiples nominaciones a diversos premios, incluido un Óscar por la banda sonora de Bernstein, y ganó dos premios BAFTA por las actuaciones de Elliott y Curtis.

## Argumento
En la ciudad de Filadelfia, dos hombres de negocios, Randolph (Ralph Bellamy) y Mortimer (Don Ameche) Duke, tienen una discusión acerca de si una persona es pobre o rica debido al origen social o a la genética. Finalmente deciden hacer una apuesta, arruinando a un hombre rico y poniendo al mando de su compañía a un hombre pobre. Para la apuesta, eligen a su accionista principal de su empresa gestora de valores en la bolsa, Louis Winthorpe III (Dan Aykroyd), un joven egresado de Harvard y de la escuela Exeter, con un excelente pasar económico, exitoso y con una novia de la alta sociedad, Penélope Witherspoon (Kristin Holby).
El pobre es elegido por casualidad: a la salida del trabajo, Winthorpe se tropieza con un vagabundo, William (Will) Ray Valentine (Eddie Murphy), al que acusa de intentar robarle, a pesar de que Valentine solo quería devolverle el maletín. Los Duke pagan la fianza de Valentine y, a espaldas de Winthorpe, y con la complicidad de su mayordomo, Coleman (Denholm Elliott), le dan casa, la fortuna y el puesto de Winthorpe en su empresa de corredores de inversiones en la bolsa de valores Duke & Duke.
Mientras tanto, deciden arruinar a Winthorpe acusándolo falsamente de un robo. Para ello cuentan con la colaboración de Clarence Beeks (Paul Gleason), que coloca un fajo de billetes en el bolsillo de Winthorpe durante una reunión del Club de Caballeros. Louis es acusado de robo, es detenido y, al revisarlo, los policías encuentran una bolsa de PCP (colocada adrede también), por lo que es encarcelado y golpeado en prisión. Al día siguiente es liberado y en la calle se reúne con su novia, a quien convence de que todo fue un error. Entonces, aparece una prostituta llamada Ophelia (Jamie Lee Curtis) que besa a Louis y le pide drogas (Beeks le había pagado 100 dólares para que lo hiciera a propósito), por lo que este es abandonado por su novia.
Le son retiradas sus tarjetas y pierde toda su fortuna, y por ende el favor de sus amigos, quedando pobre y solitario. Solo le resta Ophelia, quien se ofrece a ayudarlo y a darle hospedaje en su departamento, convencida de que todo es un error, pero a cambio de un dinero que Louis le pagará cuando se recupere. Por su parte, Will se acostumbra rápidamente a la vida de alta sociedad y demuestra una gran habilidad para los negocios bursátiles. Durante una visita al trabajo, la limusina que lleva a Will y el taxi en el que van Ophelia y Louis se cruzan; al ver a Will, Louis cree que tiene la culpa de su ruina y le declara la guerra.
En la cena de Navidad, Winthorpe se disfraza de Papá Noel y mete drogas en el cajón del escritorio de Valentine, en su oficina en la empresa gestora de fondos de inversiones para inculparlo, pero lo descubren y nadie le cree. Entonces, escapa amenazando a los presentes con una pistola y se va, derrotado, a beber a la calle. Valentine vacía el cajón, toma un cigarro de marihuana y va al baño a fumarlo. Entonces, entran al baño Randolph y Mortimer, comentan los detalles de su plan, y luego saldan su apuesta: Mortimer paga a Randolph un dólar, y ahora se van a traicionar a Valentine por ser negro. Valentine, que ahora conoce la verdad, sigue a Winthorpe hasta el apartamento de Ophelia, donde lo encuentra inconsciente en la bañera después de tratar de suicidarse ingiriendo una sobredosis de pastillas (camino a casa Louis había tratado de suicidarse con su pistola, pero la bala no se disparó).
A la mañana siguiente Louis despierta convencido de que todo fue un sueño (acompañado por Will, Ophelia y Coleman), pero al ver a Will trata de estrangularle, hasta que este le cuenta la verdad. Ya enterado de todo, piensa en matar a los Duke, pero Billy le dice que la mejor venganza es arruinarles. Para ello, y enterados de que los Duke preparan un plan para acaparar el mercado de zumo de naranja en la Bolsa de Nueva York, deciden así vengarse de ellos.
Randolph y Mortimer tenían pensado invertir en acciones en la producción de zumo de naranja en la bolsa, pero dependían del resultado de las futuras cosechas. Para ello, contratan a Beeks para que les consiga el informe de previsión, para poder hacer los movimientos exactos y enriquecerse aún más, con la información privilegiada obtenida antes que otros inversionistas.
Como saben que Beeks viajará en tren para llevar el informe a los Duke en Filadelfia (Will consigue la información después de escuchar la conversación telefónica entre los Duke y Beeks), se disfrazan y se cuelan con él en el tren, para intercambiar su maletín con el informe por otro maletín con información adulterada, falsa y pesimista sobre el precio de las cosechas de naranjas. Sin embargo, Beeks los descubre y los lleva a punta de pistola al furgón del tren, donde se encuentra la jaula de un gorila. Entonces, un ebrio con un traje de gorila (James Belushi) entra y cuando abraza a Beeks este lo derriba de un culatazo, enfureciendo al gorila, que noquea de un golpe a Beeks, cosa aprovechada por Louis y Will para amordazarlo y meterlo con el traje de gorila en la jaula. Ya llegados a Filadelfia, Will va al estacionamiento a entregar un informe falso a los Duke haciéndose pasar por Beeks, logrando mantenerse oculto en la oscuridad para no ser reconocido por la empresa.
Con el informe real en su poder, Louis y Will van a negociar en la empresa de la bolsa de valores, con las acciones de Wall Street, Nueva York, a la Bolsa de Nueva York para poder actuar e invertir con esta ventaja de tener información privilegiada. Los Duke, creyendo que el invierno afectaría las cosechas y por ende la producción de naranjas (informe falso), con lo que subirían los precios de las naranjas por la posible reducción de la oferta en el mercado, mandan a comprar acciones de productores de naranjas a su accionista, Wilson (Richard Hunt). Louis y Will, sabiendo por el informe real que tienen en su poder, de que el invierno no afectaría las cosechas y la oferta de naranjas se mantendría alta, esperan el momento indicado, y luego, venden las acciones. 
Los Duke, que presencian las negociaciones y los cambios en el mercado en la empresa de la bolsa de valores, ven a Louis y Will vendiendo desde su oficina y al ver caer el precio de las acciones, se dan cuenta de la realidad, pero no lo hacen a tiempo y las transacciones finalizan. Cuando los Duke le preguntan a Louis por qué lo hizo, comenta que apostó con Will a que los volverían pobres y se enriquecerían ellos a la vez. Como perdió, paga el precio de la apuesta a Will, también un dólar.
Randolph y Mortimer deben pagar las garantías en respaldo de sus operaciones de crédito a sus corredores (394 millones de dólares), quedando pobres. Will y Louis, ya ricos, se van a vivir a una isla caribeña con Ophelia y Coleman.

## Reparto
- Dan Aykroyd como Louis Winthorpe III, un honesto y responsable hombre de negocios.[1]
- Eddie Murphy como Billy Ray Valentine, un mendigo y estafador callejero.[2]
- Ralph Bellamy como Randolph Duke, un codicioso empresario hermano de Mortimer.[1]
- Don Ameche como Mortimer Duke, el hermano igualmente codicioso de Randolph.[1]
- Denholm Elliott como Coleman, el mayordomo de Winthorpe.[3]
- Jamie Lee Curtis como Ophelia, una prostituta que ayuda a Winthorpe.[2]
- Kristin Holby como Penelope Witherspoon, la prometida de Winthorpe.[4]
- Paul Gleason como Clarence Beeks, un experto en seguridad que trabaja de forma encubierta para los Duke.[5]

Además del reparto principal, en Trading Places participaron otros actores como Robert Curtis Brown en el papel de Todd, compañero de Whintorpe que compite con él por el amor de Penelope; Alfred Drake como el director de la Bolsa de Valores y Jim Belushi como Harvey, un ebrio en la víspera de Año Nuevo. La película cuenta con numerosos cameos, como el del cantante Bo Diddley en el papel de un prestamista; Kelly Curtis como Muffy, amiga de Penélope; los titiriteros Frank Oz y Richard Hunt como un agente de policía y un corredor de bolsa respectivamente; y los antiguos colegas de Aykroyd en Saturday Night Live, Tom Davis y Al Franken, como los encargados del equipaje en el tren.
Otros papeles menores son los de Ron Taylor y J. T. Turner como los hombres que increpan a Valentine en el bar, y Giancarlo Esposito como uno de sus compañeros de celda. Trading Places también contó con la actuación de Avon Long, quien interpreta al mayordomo Ezra en una de sus últimas apariciones en cine antes de su fallecimiento. El gorila fue interpretado por el mimo Don McLeod.

## Producción

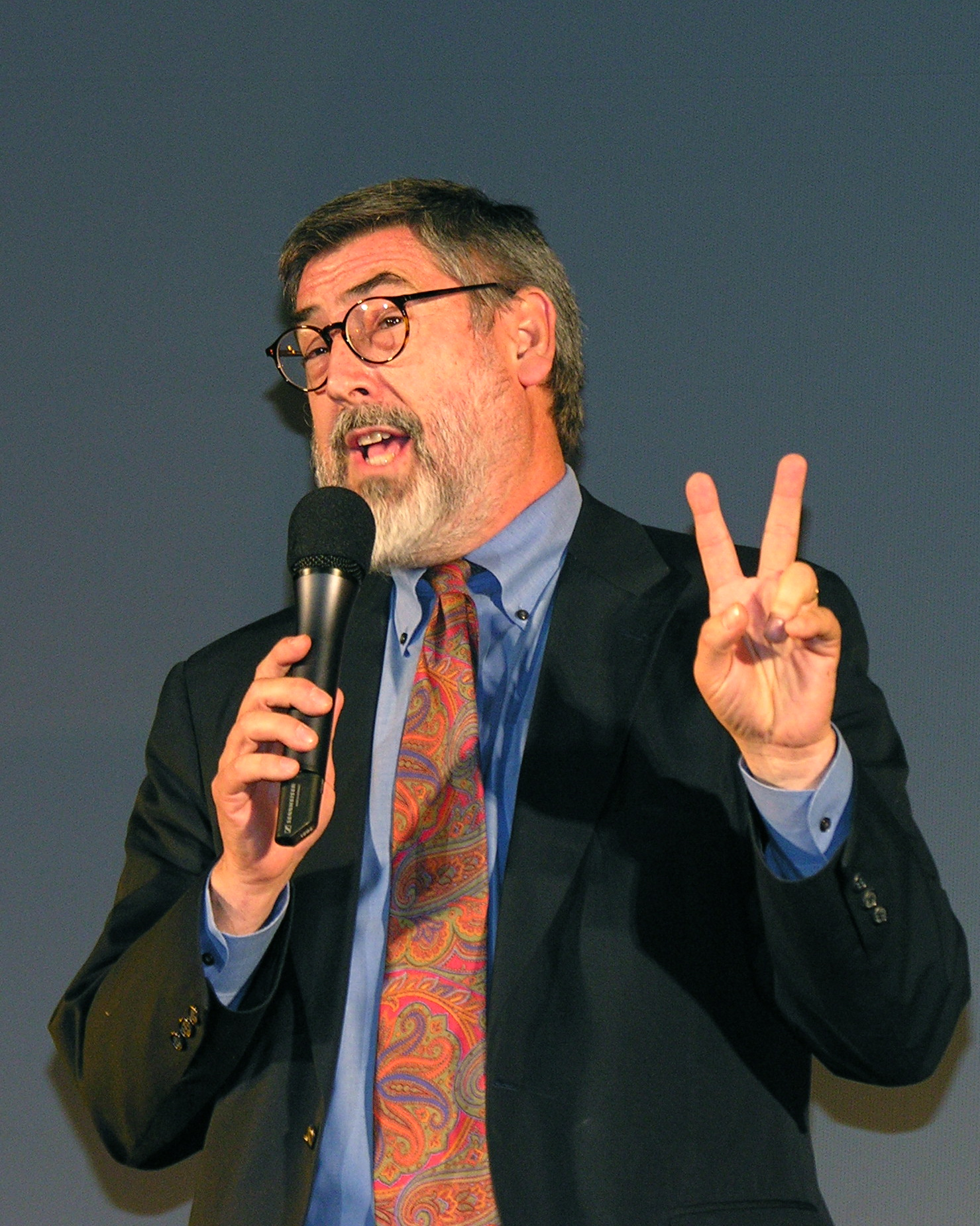
El director John Landis comparó el guion con las comedias screwball de la década de 1930 por reflejar de forma satírica los problemas entre clases sociales

### Guion y desarrollo
A comienzos de la década de 1980, el escritor Timothy Harris jugaba a menudo al tenis con dos hermanos ricos pero frugales, que mantenían una constante rivalidad entre ellos. Luego de un partido, regresó a su casa exasperado por el conflicto de la pareja y concluyó que eran «personas horribles». Esta situación lo inspiró para escribir una historia sobre dos hermanos que realizan una apuesta sobre el efecto del dinero sobre la naturaleza humana, y decidió compartir su idea con su compañero de escritura Herschel Weingrod. Harris también se basó en su propia experiencia, pues vivía en una zona degradada cerca de la avenida Fairfax en Los Ángeles, la cual describió como un sector plagado de delincuencia.
Harris y Weingrod investigaron el mercado de materias primas para desarrollar el guion y se enteraron de varios incidentes del mercado financiero, incluidos los intentos de acaparar el mercado del trigo y los esfuerzos de los hermanos Hunt por acaparar el mercado de la plata, en lo que se conoció como el Jueves de Plata. Pensaron que comerciar con zumo de naranja y panzas de cerdo sería más divertido porque el público no sabría que dichos artículos tendrían alguna relevancia en la bolsa de valores. Harris consultó a algunas personas involucradas en el sector de las materias primas para diseñar la escena final en Wall Street. Decidieron ambientar la historia en la ciudad de Filadelfia por su relación con la fundación de los Estados Unidos de América, el sueño americano, el idealismo y la búsqueda de la felicidad. Esto se matizó con la introducción de Billy Valentine como un hombre negro que mendiga en las calles. La pareja sabía que el método de la victoria financiera de Winthorpe y Valentine podía ser confuso, pero esperaban que el público estuviera demasiado involucrado en el éxito de los personajes como para preocuparse por los detalles de su consecución.
Los guionistas vendieron su obra a Paramount Pictures con el título Black and White. El entonces ejecutivo de la compañía, Jeffrey Katzenberg, ofreció el proyecto al director John Landis, a quien no le entusiasmó el título pero comparó el guion con las antiguas comedias screwball de los años 1930 de cineastas como Frank Capra, Leo McCarey y Preston Sturges, que reflejaban los problemas entre las clases sociales a modo de sátira. Landis quería que su película reflejara estos mismos conceptos en la década de 1980, y afirmó que las principales actualizaciones eran la adición de palabras soeces y desnudos. El director admitió también que le costó entender el desenlace de la historia.

### Rodaje
La fotografía principal tuvo lugar entre diciembre de 1982 y marzo de 1983. Esa fotografía principal se hizo sobre todo en localiziones de Filadelfia mientras que las últimas y las de la mansión de los Dukes se hicieron en Nueva York. Finalmente hay que añadir que la última escena se rodó en la Islas Vírgenes.

### Música
Elmer Bernstein se encargó de aportar la banda sonora, utilizando piezas clásicas como la obertura de la ópera Las bodas de Fígaro de Wolfgang Amadeus Mozart como tema subyacente para dar a la película un tono solemne y deliberadamente pomposo.

## Lanzamiento
El verano de 1983 contaba con éxitos esperados de taquilla como El retorno del Jedi, Superman III y Octopussy. Los estudios Paramount optaron por estrenar Trading Places a mediados de junio, pues las películas de comedia eran consideradas una alternativa que atraía al público que ya había visto, o no estaba interesado, en los principales estrenos cinematográficos centrados principalmente en la ciencia ficción y en los superhéroes.

## Recepción
Trading Places se convirtió en un éxito de taquilla en su estreno, con una recaudación de más de 90,4 millones de dólares, ubicándose en la cuarta posición entre las películas más taquilleras de 1983 en Norteamérica. La película lanzó o revitalizó las carreras de su elenco principal, que aparecieron en varias otras producciones a lo largo de la década de 1980. En particular, Murphy se convirtió en uno de los cómicos mejor pagados y más solicitados de Hollywood.  
También cosechó reseñas generalmente positivas, especialmente para el reparto principal y el guion. En los años transcurridos desde su estreno, ha sido revalorizada en términos positivos y negativos. Ha sido alabada como una de las mejores películas de comedia jamás realizadas, pero algunas evaluaciones retrospectivas han criticado su uso de lenguaje racista. En 1988, Bellamy y Ameche volvieron a interpretar sus personajes en la comedia Coming to America, protagonizada por Murphy.

## Premios
• Premios BAFTA de 1983
- Mejor actor de reparto: Denholm Elliott (Coleman)
- Mejor actriz de reparto: Jamie Lee Curtis (Ophelia)
- Mejor guion original

• Premios Óscar de 1984
- Mejor banda sonora: Elmer Bernstein

• Premios Globo de Oro de 1984
- Mejor película - Comedia o musical: Trading Places
- Mejor Actor - Comedia o musical: Eddie Murphy (Billy)